# پولیانا اوکیموتو
پولیانا اوکیموتو (به انگلیسی: Poliana Okimoto) (زادهٔ ۸ مارس ۱۹۸۳) شناگر اهل برزیل است.